# Dragutin Nežić
Dragutin Nežić (Donja Reka kraj Jastrebarskoga, 29. siječnja 1908. – Pula, 30. siječnja 1995.), hrvatski katolički svećenik, porečko-pulski biskup, crkveni povjesničar

## Životopis
Rodio se u Donjoj Reci kraj Jastrebarskoga 1908. godine. Poslije realne gimnazije u Karlovcu završio je studij bogoslovije u Zagrebu, te je zaređen za svećenika 7. rujna 1930. Isprva je bio kapelanom u Požegi, potom je nastavio studij na Gregorijani u Rimu (1932. – 1935.), gdje je postigao stupanj doktora teologije.
Zatim je u Zagrebu bio nadbiskupskim ceremonijarom i bilježnikom (1935–39) te istodobno predavačem asketike i mistike na Bogoslovnom fakultetu. Potom je bio duhovnikom u Hrvatskom zavodu sv. Jeronima u Rimu, a 1941. – 47. u Bogoslovskom sjemeništu u Zagrebu. Od 1947. obavlja dužnost administratora jugoslavenskog dijela biskupija Tršćanske i Koparske (apostolska administratura). Imenovan je i punim administratorom na tome području 1948., a 1949. i administratorom Porečko-pulske biskupije. Tako je u njegovoj osobi bila ujedinjena istarska Crkva, iako još (do 1977.) formalno podijeljena u Porečko-pulsku biskupiju i jugoslavenski dio Tršćansko-koparske biskupije.
Biskup dr. Dragutin Nežić bio je krajem srpnja 1955., na Okružnom sudu u Puli okrivljen i osuđen što je, među ostalima, u Crkvenim obavijestima od 1. rujna 1954. godine objavio da su bogoslovi u Rijeci bili u istražnom zatvoru, odnosno na vojnoj vježbi u drugoj polovici 1953. i 1954., a da te Crkvene obavijesti nije dostavio kotarskom tužilaštvu. Uslijedila je kazna od 40 tisuća dinara.
Sustavno je sa suradnicima radio na školovanju budućih svećenika. Godine 1955. u zgradi pazinskoga sjemeništa otvorio Bogoslovno sjemenište i Visoku teološku školu, na kojoj je bio rektorom i profesorom apologetike i dogmatike. Dekretom od 21. rujna 1955. godine, biskup Nežić proglasio je otvorenim Bogoslovsko sjemenište i Višu vjersku školu za spremanje svećenika u Pazinu. Dr. Nežić postao je rektorom Bogoslovskog sjemeništa, dok je rektorom Visoke teološke škole imenovao Božu Milanovića, a tajnikom vlč. Slavka Kalca. Visoka teološka škola u Pazinu prestala je s radom 1965. godine kada je osnovano središnje sjemenište u Rijeci i za Istru. Dekret o prestanku djelovanja škola Nežić je potpisao 15. siječnja 1967. godine.
Rezidencijalnim biskupom Porečko-pulske biskupije imenovao ga je papa Ivan XXIII., a tu je dužnost preuzeo 1960. Sudjelovao je u radu II. vatikanskoga sabora (1962. – 66.), posebno u komisiji za apostolat laika. Umirovljen je 1984., i potom živio u Poreču. Bavio se historiografijom, te je objavio više članaka i studija o povijesti poglavito istarske Crkve. U Istarskoj Danici i Ladonji surađivao je crticama s povijesnim temama, a za Leksikon ikonografije, liturgike i simbolike zapadnog kršćanstva (1979.) napisao je enciklopedijski tekst o istarskim svecima i blaženicima. Objavio je više knjiga: Barbanski kraj (1971.), Istarska crkva jedna (1978.), dvadesetak rasprava Iz istarske crkvene povijesti (ur. A. Hek, 2000), te djelo o sisačkome mučeniku Sveti Kvirin, biskup sisački (2003.).

## Vanjske poveznice
- Riječki teološki časopis, god. 17 (2009), br. 2 Ilija Jakovljević: Biskup Nežić i osnivanje metropolije, izlaganje na znanstvenom skupu

| Titule u Katoličkoj Crkvi                     | Titule u Katoličkoj Crkvi         | Titule u Katoličkoj Crkvi           |
| --------------------------------------------- | --------------------------------- | ----------------------------------- |
| prethodnik Raffaele Mario Radossi 1941.–1947. | porečko-pulski biskup 1950.–1984. | nasljednik Antun Bogetić 1984.–1998 |